# Pottsjevasjcultuur
De Pottsjevasjcultuur (Russisch: Потчевашская культура) is een ijzertijd-cultuur van het Irtysj-gebied in West-Siberië. De datering werd oorspronkelijk bepaald als mid-1e millennium v.Chr. tot 1e eeuw AD, later verlengd tot de 5e-8e eeuw.
De cultuur werd voor het eerst beschreven door Vanda Mosjinskaja in het begin van de jaren vijftig van de 20e eeuw, en vernoemd naar de Pottsjvasj-site nabij Tobolsk.
De cultuur kenmerkte zich door versterkte nederzettingen, semi-uitgegraven woningen en grafheuvels. In de buurt van de nederzettingen werden beenderresten van paarden gevonden. Aardewerk met een ronde of puntige bodem is kenmerkend. Ook vond men aardewerken beeldjes van paarden en elanden.
Er werden bronsgietwerktuigen gevonden. IJzerartefacten worden vertegenwoordigd door een verscheidenheid aan pijlpuntvormen, en defensieve ijzeren pantserplaten. In een van de begrafenissen werd een ijzeren slagzwaard ontdekt, waarvan het handvat met goud was versierd.
De cultuur vormde zich op basis van de Koelajkacultuur. De etniciteit is omstreden, zowel  Oegriërs of Samojeden zijn voorgesteld. De bevolking toonde een duidelijke Oost-Aziatische invloed.